# Nonciature apostolique au Sénégal
La nonciature apostolique au Sénégal est la mission diplomatique du Saint-Siège au Sénégal. Le nonce apostolique au Sénégal est un représentant ecclésiastique de l'Église catholique, avec le rang d'ambassadeur. Il est à la fois l'ambassadeur du Saint-Siège auprès de la République du Sénégal et le principal interlocuteur entre la hiérarchie catholique au Sénégal et le Pape.
Le 9 juillet 1959, Jean-Marie Maury est nommé délégué apostolique à Dakar, juridiction établie en 1948 pour assurer la représentation du Saint-Siège en Afrique coloniale française. Le titre de ce poste est modifié le 23 septembre 1960 pour devenir Délégué apostolique pour l'Afrique de l'Ouest, couvrant les pays suivants : Sénégal, Haute-Volta, Côte d'Ivoire, Dahomey, Guinée, Mauritanie, Niger, Soudan, Togo, Ghana, Gambie et Sierra Leone. Il conserve ce titre de délégué lorsqu'il est nommé nonce pour le Sénégal le 28 décembre 1961.
Lors de sa nomination, le nonce apostolique au Sénégal est habituellement accrédité auprès du Cap-Vert, de la Guinée-Bissau (en) et de la Mauritanie.

## Liste des représentants pontificaux au Sénégal

### Délégués apostoliques
- Jean-Marie Maury (28 décembre 1961[3] – 11 juin 1965)[4], archevêque titulaire de Laodicée-en-Phrygie (de)

### Pro-nonces apostoliques
- Giovanni Benelli (11 juin 1966-29 juin 1967), archevêque titulaire de Tusuros (de)
- Giovanni Mariani (16 octobre 1967 – 11 janvier 1975), archevêque titulaire de Missua (de)
- Luigi Barbarito (5 avril 1975 - 10 juin 1978), archevêque titulaire de Fiorentino (de)
- Luigi Dossena (24 octobre 1978 [5] – 30 décembre 1985)[6], archevêque titulaire de Carpi (de)
- Pablo Puente (15 mars 1986 – 31 juillet 1989)[7], archevêque titulaire de Macri (de)
- Antonio Maria Vegliò (21 octobre 1989 [8] - 2 octobre 1997)[9], archevêque titulaire d'Aeclanum (de)

### Nonces apostoliques
- Jean-Paul Gobel (6 décembre 1997 – 31 octobre 2001), archevêque titulaire de Calatia (de)
- Giuseppe Pinto (4 décembre 2001 – 6 décembre 2007), archevêque titulaire de Pandosia (de)
- Luis Mariano Montemayor (19 juin 2008 – 22 juin 2015), archevêque titulaire de Illici (de)
- Michael Banach (19 mars 2016 – 3 mai 2022)[10], archevêque titulaire de Memphis (de)
- Waldemar Stanisław Sommertag (depuis le 6 septembre 2022)[11],[12], archevêque titulaire de Trajectum ad Mosam (de)